# Fängelsjön
Fängelsjön är en sjö i Sollefteå kommun i Ångermanland och ingår i Ångermanälvens huvudavrinningsområde. Sjön har en area på 0,196 kvadratkilometer och ligger 242,1 meter över havet.

## Delavrinningsområde
Fängelsjön ingår i det delavrinningsområde (698972-155922) som SMHI kallar för Mynnar i Graningesjön. Medelhöjden är 275 meter över havet och ytan är 31,02 kvadratkilometer. Räknas de 5 avrinningsområdena uppströms in blir den ackumulerade arean 89,79 kvadratkilometer. Malmån (Långsån) som avvattnar avrinningsområdet har biflödesordning 4, vilket innebär att vattnet flödar genom totalt 4 vattendrag innan det når havet efter 95 kilometer. Avrinningsområdet består mestadels av skog (75 procent) och sankmarker (16 procent). Avrinningsområdet har 0,2 kvadratkilometer vattenytor vilket ger det en sjöprocent på 0,6 procent.